# Chlamydia trachomatis
Chlamydia trachomatis è un batterio gram-negativo, parassita intracellulare obbligato appartenente alla famiglia Chlamydiaceae.

## Sierotipi
C. trachomatis comprende numerosi sierotipi (A-L) correlati a diversi quadri clinici. I sierotipi L1, L2 e L3 sono responsabili del linfogranuloma venereo, mentre i sierotipi A, B e C del tracoma, e quelli da D a K sono associati a infezioni genitali, congiuntiviti e polmonite del neonato.

## Ciclo vitale
C. trachomatis è caratterizzato da due stadi cellulari che si alternano durante il ciclo di sviluppo: il corpo elementare (dimensioni 200-300 nm), incapace di riprodursi, ma in grado di sopravvivere al di fuori della cellula ospite, e il corpo reticolare (che raggiunge le dimensioni di 1000 nm), in grado di riprodursi ma privo di capacità infettante. Il corpo reticolare si moltiplica all'interno della cellula infetta, e subisce quindi un processo di riorganizzazione che lo trasforma in corpo elementare, che fuoriesce dalla cellula infetta a seguito di un processo di esocitosi: l'unico agente patogeno per l'uomo della famiglia Chlamydiaceae che fuoriesce dalla cellula infettata tramite lisi è C. psittaci. Questo significa che il meccanismo di patogenesi legato a C. trachomatis è indiretto: la risposta immunitaria che si scatena a livello locale induce infiammazione locale con conseguente sostituzione del tessuto epiteliale con tessuto fibrotico. La trasmissione, pertanto, avviene attraverso il corpo elementare, per contagio interumano, sia per via sessuale sia per via materno-fetale.

Ciclo vitale

## Infezione
È pericolosa perché, dopo aver infettato la cervice uterina, può raggiungere per via ascendente la tuba di Falloppio e determinare lo sviluppo di una infezione pelvica che prende il nome di malattia infiammatoria pelvica, molto grave, e può causare infertilità.
È anche causa di alcune polmoniti atipiche ed è la prima causa di cecità al mondo.

## Trattamento
Il trattamento delle infezioni sostenute da C. trachomatis avviene attraverso l'impiego di antibiotici come: tetracicline, macrolidi e fluoro-chinoloni. I macrolidi (es. eritromicina) sono impiegati nel trattamento delle infezioni delle donne in gravidanza.